# 我的狐仙老婆
《我的狐仙老婆》（英語：Happy Valentine's Day），2017年中国大陸偶像剧。2016年11月殺青，本剧改编自网络作家黑夜de白羊同名网络小说，由范世錡、安泳畅、周晓涵、是元介领衔主演，2017年2月24日于优酷视频首播。

## 播出时间

### 首播
| 频道     | 所在地   | 播映日期      | 播出时间 | 备注 |
| -------- | -------- | ------------- | -------- | ---- |
| 优酷视频 | 中国大陆 | 2017年2月24日 |          |      |

## 演员列表

### 主要演员
| 演员   | 角色   | 介绍                                                                     | 登场集数 |
| 范世錡 | 刘弈   | 原本是一屌絲男，隨著加入星耀會和林彤的幫助下轉變成學校的風雲人物         |          |
| 安泳畅 | 林彤   | 狐族公主，意外遇到劉弈後住在他的右手，幫助劉弈追馬藝璇，自己卻愛上了劉弈 |          |
| 周晓涵 | 马艺璇 | 學校校花，劉弈改變後跟她表白，是劉弈的女朋友                             |          |
| 是元介 | 蓝和   | 狐族，學校風雲人物，是慕容蝶的男朋友，常常懷疑慕容蝶喜歡劉弈             |          |

### 其他演员
| 演员   | 角色   | 介绍                                                                   | 登场集数 |
| 李依瑾 | 慕容蝶 | 狐族，和藍和在一起，因向莫尋解釋星璇的由來，被莫尋抓走驗證是不是外星人 |          |
| 柯家豪 | 林卓   | 狼族，星耀會社長，想盡一切辦法得到星璇                                 |          |
| 羅能華 | 周魯一 | 星耀慧的一員，喜歡馬藝璇                                               |          |
| 周荀   | 馬媛媛 | 馬藝璇的妹妹                                                           |          |
| 阿竿   | 陳才   | 劉弈的好哥們，喜歡林彤                                                 |          |